# Nils Sundquist
Bror Nils Erling Sundquist, född 11 oktober 1902 i Uppsala, död 11 augusti 1981 i Uppsala, var en svensk konsthistoriker, landsantikvarie och författare. 
Han blev filosofie licentiat i konsthistoria vid Uppsala universitet 1932, och 1939 Upplands förste landsantikvarie. Hans föräldrar var bokhandlaren Anders Sundquist och Anna Charlotta Pettersson. 

## Biografi
Nils Sundquist var från 1920-talet medarbetare vid Upsala Nya Tidning och skrev under signaturen 'Erik Värne'. Han blev senare sportredaktionens förste chef, och skrev även för Enköpingsposten. Han var även författare till en rad skrifter om arkeologi och konsthistoria med huvudsaklig inriktning mot medeltidsarkeologi och arkitekturhistoria. Förutom egna skrifter och artiklar i Upplands fornminnesförenings årsbok Uppland medverkade även Nils Sundquist återkommande i tidskriften Fataburen. År 1953 utkom första delen av Uppsala stads historia, som blev hans största och viktigaste vetenskapliga arbete. Han bidrog också till kunskapen om Uppsala slotts byggnadshistoria.
I slutet av 1920-talet ledde Nils Sundquist den arkeologiska undersökningen av Gråbrödraklostret i Enköping och på 1930-talet undersökningarna av Franciskanklostret och Rudbeckstomten i Uppsala. Han gjorde också ett stort antal byggnadshistoriska undersökningar. Som landsantikvarie i Uppland (senare landsantikvarie i Uppsala län) 1939–1969, hade han en mycket viktig roll i uppbyggnaden av den offentliga kulturmiljövården i länet. År 1951 blev han föreståndare för Upplandsmuseet och kunde därmed ta itu med museets svåra lokalproblem. Hans insatser var avgörande för tillkomsten av Stiftelsen Upplandsmuseet, och att museet 1959 kunde överta Akademikvarnen i centrala Uppsala.
Nils Sundquist är bland annat känd för sina idag ganska ifrågasatta teorier att Domberget i Uppsala tidigare omgärdats av en ringmursborg, där Domtrapptornet och Gustavianum utgjort delar, och att den tidigaste Trefaldighetskyrkan låg på nuvarande domkyrkans plats.
Han var 1930 förste kurator vid Uplands nation i Uppsala, och blev sedermera hedersledamot.
Nils Sundquist blev filosofie hedersdoktor vid Uppsala universitet år 1965. Han är begravd på Uppsala gamla kyrkogård.

### (a) Fullständiga förteckningar
- M. Eriksson & W. Ehn, "Nils Sundquists tryckta skrifter 1924-1969", årsboken Uppland 1969, s. 146-169

- "Nils Sundquists tryckta skrifter 1969-1981", årsboken Uppland 1982, s. 12-14

### (b) Urval
- 1924  – Med 70 kilometer i timmen (Erik Värne, UNT 28 februari), Spöket på vinden (Erik Värne, UNT 8 mars), Karin, vetet och havren (Erik Värne, UNT 26 april), Efraim Lingonkvist om våren (Erik Värne, UNT 3 maj), Den gamla ladan (Erik Värne, UNT 10 maj),  Den granna affischen (Erik Värne UNT 17 maj), Veckan och evigheten (Erik Värne, UNT 24 maj), En fläkt av himmelen (Erik Värne, UNT 10 juni).
- 1927  – August Jernberg och hans konst (UNT 14 mars), Nyfunnet gravfält från vikingatiden i Vaksala socken (UNT 16 juli).
- 1928  – Gravfältet vid Valsgärde, Ett båtgravfält av Vendeltyp i Gamla Uppsala socken (UNT 4 juli).
- 1929  – Tröggö kloster m. fl. artiklar, Program för Härkebergadagen 1929, Utgrävningen av franciskanklostret på Munksundet i Enköping, Lösa fynd vid utgrävningen EP (EP 31 maj), Klostergrävningarna i Enköping har lämnat intressanta reslutat (UNT 13 juli), Enköpings kloster mäktigt medeltida byggnadskomplex (EP 21 oktober), Enköpings kloster i litteraturen (EP julnummer).
- 1930  – Uppsala forna ärkebiskopsborg, Sankt Eriks gård och dess historia (UFFT 43 Uppsala, EP 10 mars), De intressanta stockfynden i Ågatan (Enköping) (EP 8 augusti), Grävningarna vid Enköpings kloster (EP 6 oktober), Ett uppländskt gråbrödrakonvent (UNT 7 mars). Enköping återfår ett minnesmärke från forna tider (Stockholmstidningen 16 mars), Till frågan om Enköpings klosters grundningsårtal (EP 28 oktober).
- 1931  – Claustrum Enecopense Fratrum Minorum (EP juli 1931), Hos gråbröder i Enköping (UNT juli).
- 1932  – Staffan från Tröggö, En intressant medeltida personlighet (EP 24 februari).